# Stazione di Stamford Hill
La stazione di Stamford Hill è una stazione situata nel borgo londinese di Hackney, a servizio dell'omonimo quartiere.

## Movimento
L'impianto è servito dai treni della linea Weaver della London Overground, erogati da Arriva Rail London per conto di Transport for London.

## Interscambi
Nelle vicinanze della stazione effettuano fermata alcune linee automobilistiche, gestite da London Buses.
- Fermata autobus